# جورج إم. كامبل
جورج إم. كامبل (بالإنجليزية: George M. Campbell)‏ هو ضابط أمريكي، ولد في 7 يناير 1907 في مادراس في الولايات المتحدة، وتوفي في 4 يونيو 1942 في المحيط الهادئ.